# Daniel Vosmaer
Daniel Vosmaer (Delft, 1622 – Brielle, 1666 után) a holland festészet aranykorának festőjeként főleg tájképeket és városképeket alkotott. 
Apja, Arent Woutersz Vosmaer, aranyműves volt Delftben. Hat testvére volt, egy közülük, Nicolaes Vosmaer szintén festő lett. 
Valószínűleg nagybátyja. Jacob Vosmaer tanította festészetre. 1650 októberében lett delfti festők céhének tagja. Idővel elköltözött Brielle városába, de megtartotta delfti városi polgárjogát és továbbra is együttműködött Carel Fabritius neves delfti festővel. 
1661-ben megnősült, egy briellei pék özvegyét vette el, párjával öt gyermeke született. Bátyjához hasonlóan, részt vett a városi bor- és a söradó beszedésében, ezért tisztességes jövedelme volt, és kapcsolatban állt Brielle vezető polgáraival, korabeli holland kifejezéssel régenseivel.

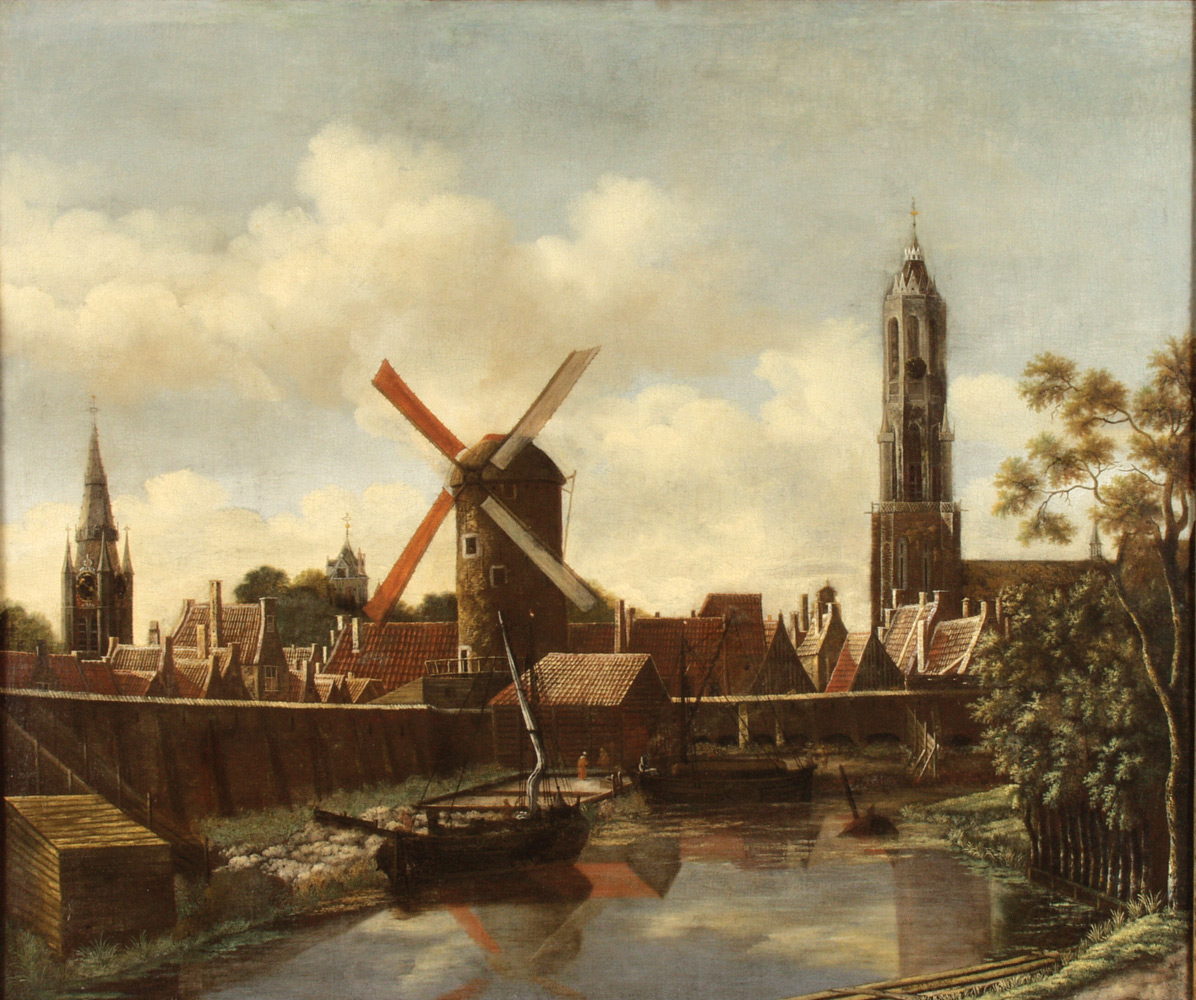
Delft kikötőjének látképe
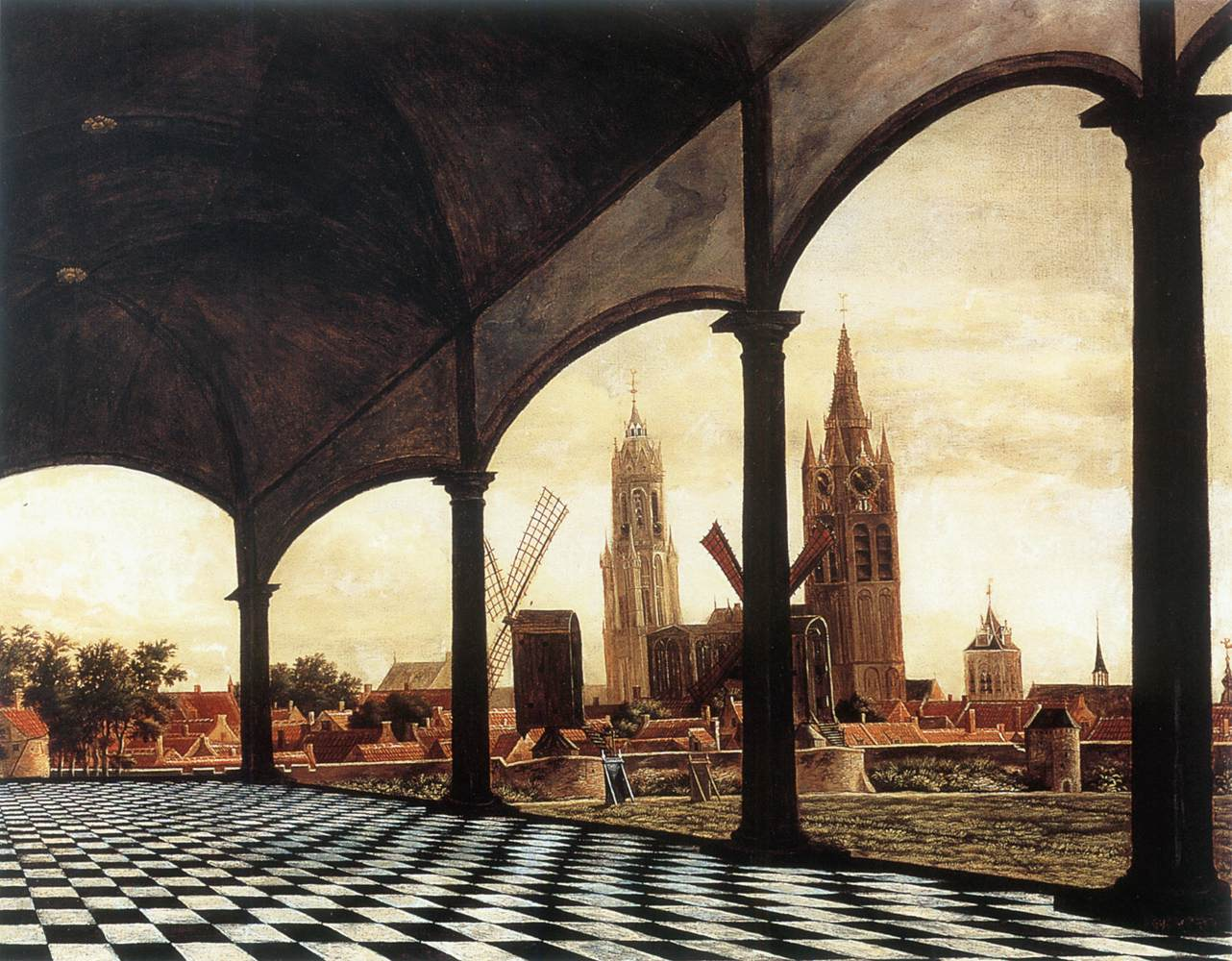
Delfti látkép egy képzeletbeli loggiáról, 1663. A perspektíva még nem tökéletes

## Fordítás
- Ez a szócikk részben vagy egészben  a   Daniël Vosmaer című holland Wikipédia-szócikk ezen változatának fordításán alapul.  Az eredeti cikk szerkesztőit annak laptörténete sorolja fel. Ez a jelzés csupán a megfogalmazás eredetét és a szerzői jogokat jelzi, nem szolgál a cikkben szereplő információk forrásmegjelöléseként.